# Mertensophryne usambarae
Mertensophryne usambarae är en groddjursart som först beskrevs av John C. Poynton och Clarke 1999.  Mertensophryne usambarae ingår i släktet Mertensophryne och familjen paddor. IUCN kategoriserar arten globalt som starkt hotad. Inga underarter finns listade i Catalogue of Life.